# Haradotski Rajon
Haradotski Rajon (vitryska: Гарадоцкі Раён, ryska: Городецкий район) är ett distrikt i Belarus.   Det ligger i voblasten Vitsebsks voblast, i den norra delen av landet, 250 km nordost om huvudstaden Minsk.